# Młyńczysko
Młyńczysko (prononciation [mwɨɲˈt͡ʂɨskɔ]) est une localité de la gmina de Kodrąb , du powiat de Radomsko, dans la voïvodie de Łódź, située dans le centre de la Pologne.
Elle se situe à environ 3 kilomètres (km) à l'est de Kodrąb (siège de la gmina), 15 kilomètres à l'est de Radomsko (siège du powiat) et 78 kilomètres au sud de la capitale régionale Łódź (capitale de la voïvodie).

## Administration
De 1975 à 1998, la localité était attachée administrativement à l'ancienne voïvodie de Piotrków.

Depuis 1999, elle fait partie de la nouvelle voïvodie de Łódź.